# Szczycionek
Szczycionek (deutsch Sczyczonnek, 1938 bis 1945 Waldsee) ist ein kleines Dorf in der polnischen Woiwodschaft Ermland-Masuren. Es gehört zur Gmina Szczytno (Ortelsburg) im Powiat Szczycieński (Kreis Ortelsburg).

## Geographische Lage
Szczycionek liegt am Nordufer des Sczyczonnek-Sees (1938 bis 1945 Waldsee, polnisch Jezioro Szczycionek) in der südlichen Mitte der Woiwodschaft Ermland-Masuren, vier Kilometer nordwestlich der Kreisstadt Szczytno (deutsch Ortelsburg).

## Geschichte
Der nach 1871 Szezonek und nach 1905 Sczyczonnek genannte Ort bestand in seinem Ursprung aus ein paar kleinen Gehöften. Er war ein Wohnplatz der Gemeinde Beutnerdorf (polnisch Bartna Strona) im ostpreußischen Kreis Ortelsburg. Im Jahre 1905 zählte er 106 Einwohner in elf Wohnstätten. Später war der Ort bis 1945 in die Stadtgemeinde Ortelsburg (Szczytno) eingegliedert.
1945 kam der seit dem 3. Juni – amtlich bestätigt am 16. Juli – 1938 in „Waldsee“ umbenannte Ort zusammen mit dem gesamten südlichen Ostpreußen in Kriegsfolge zu Polen und erhielt die polnische Namensform „Szczycionek“. Heute ist das kleine Dorf Sitz eines Schulzenamtes (polnisch Sołectwo) und eine Ortschaft im Verbund der Landgemeinde Szczytno (Ortelsburg) im Powiat Szczycieński (Kreis Ortelsburg), bis 1998 der Woiwodschaft Olsztyn, seither der Woiwodschaft Ermland-Masuren zugehörig. Im Jahre 2011 zählte Szczycionek  216 Einwohner.

## Kirche
Sczyczonnek resp. Waldsee gehörte vor 1945 zur Stadt Ortelsburg und war somit in die dortige evangelische Kirche als auch in die katholische Kirche eingepfarrt. Der kirchliche Bezug zur Kreisstadt Szczytno ist bis heute geblieben.

## Verkehr
Szczycionek ist von der Stadt Szczytno aus über eine Nebenstraße zu erreichen. Außerdem besteht eine direkte Straßenverbindung von Szczycionek zur nur wenige hundert Meter südlicher verlaufenden Landesstraße 53. Der Bahnhof in Szczytno ist die nächste Bahnstation.